# 에른스트 비그포르스

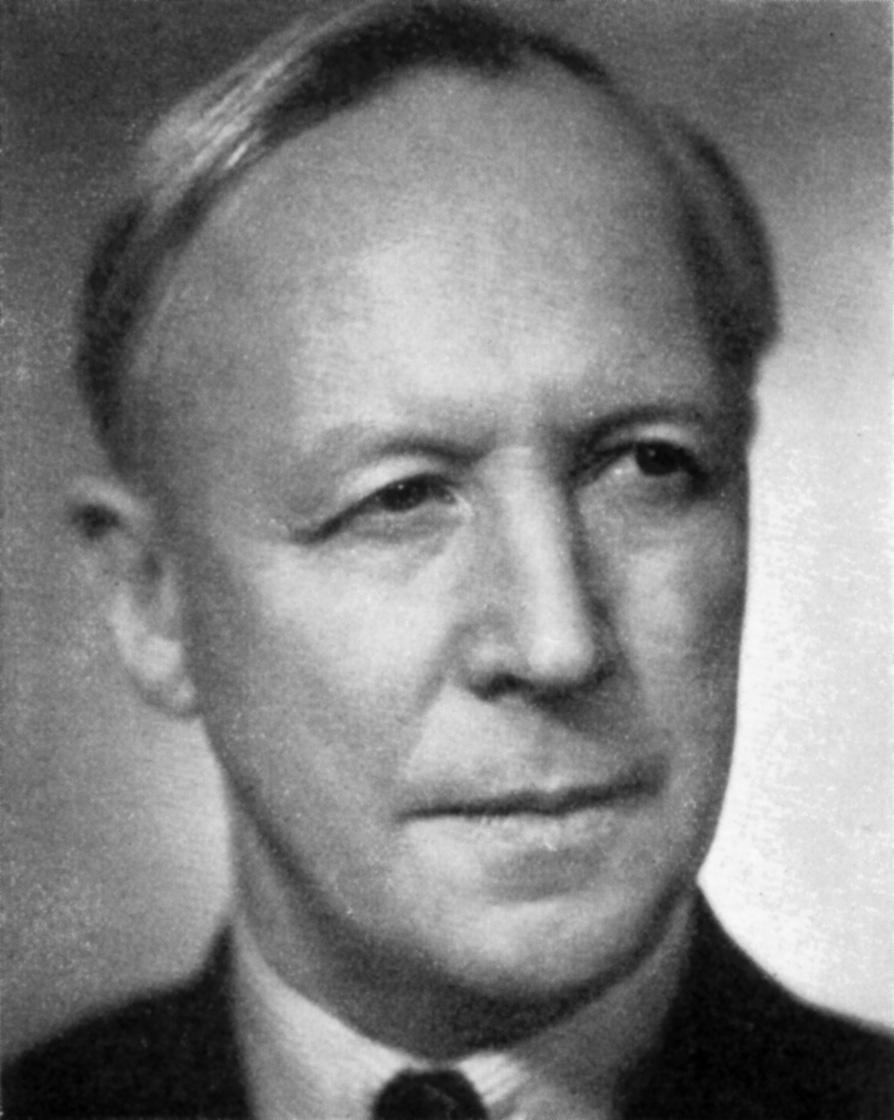

에른스트 비그포르스(Ernst Johannes Wigforss, 1881년 1월 24일 ~ 1977년 1월 2일)는 스웨덴의 언어학자(방언학자)이자, 스웨덴 사회민주노동당의 핵심 인물로 스웨덴 재정부 장관을 지낸 저명한 정치인이다.
비그포르스는 급진 혁명 조직부터 개혁 노선의 조직까지, 스웨덴사회민주당의 마르크스주의 수정주의 노선의 발전 과정 속에서 주요 이론가 중의 하나였다. 그는 페이비언 협회 및 길드사회주의의 사상으로부터 영감을 받아 이론적으로 가까운 입장에 취했으며, 리처드 H. 토니와 레너드 T. 홉하우스 그리고 존 A. 홉슨과 같은 사람들에게 영감을 주었다. 그의 초기 저술을 통해 산업민주주의와 노동자 자주경영에 관해 기여했다.

## 유년 시절과 교육
스웨덴 남서부 할란드의 할름스타드 시에서 태어난 비그포르스는 1899년 룬드 대학교에 입학하여 공부했으며, 이 기간에 정치적 문제에 관한 저술을 출판했다. 그는 1913년에 홀랜드 남부 방언에 관한 학위 논문으로 박사 학위를 받았으며, 같은 해 룬트 대학교 스칸디나비아제어 강사가 되었다. 1911년부터 1914년까지는 룬트의 김나지움에서 가르쳤고, 1914년부터는 예테보리의 라틴어 김나지움에서 독일어와 스웨덴어 강의를 했다.

## 정치 경력
1919년 비그포르스는 스웨덴사회민주당으로 예테보리에서 출마, 당선되어 스웨덴 의회에 들어갔으며, 여러 위원회에서 활동했다. 1924년 얄마르 브란팅의 3번째 내각에 지명되었고, 1925년 1월 브란팅의 사임 이후에는 샌들러 내각에 참여했다. 프레드리크 토르손(Fredrik Thorsson)이 병에 걸림에 따라, 1925년 1월 24일에 임시 재정부 장관을 맡았으며, 같은 해 5월 8일 토르손이 사망하자 이를 승계했다. 샌들러 정부는 1926년 6월 7일에 물러났다.
1932년부터 1949년까지 페르 알빈 한손과 타게 엘란데르 총리 내각에서 다시 재정부 장관을 지냈다.
1947년의 통화 위기에서, 비그포르스는 군나르 뮈르달의 정치적으로 주요 반대자가 되었다. 스웨덴 역사가들은 이 위기를 뮈르달의 정치적 실패로 규정하는 경향이 있는 반면에, 역사가 아펠키스트(Orjan Appelqvist)는 비그포르스가 이 정치적 실패에 대해 가장 큰 책임이 있다고 주장한다.
일부는 비그포르스의 경제 정책이 존 메이너드 케인스로부터 영향을 많이 받았다고 주장하지만, 1932년 재정부 장관이 되기 전에 이미 경기 역행적 경제 정책을 제시했기 때문에 그가 케인스보다 앞선 것으로 볼 수 있다. 그러나 그의 경제학에 가장 큰 영향을 준 사람은 크누트 빅셀(Knut Wicksell)이라고 말하는 편이 가장 정확하다. 그는 동시대의 케인스처럼, 같은 방향으로 활동하던 군나르 뮈르달과 스톡홀름 학파과 같은 젊은 경제학자들에게 영향을 주었다. 존 케네스 갤브레이스는 1991년에 쓴 그의 책, 경제학의 역사(A History of Economics: The Past as the Present)에서 경제학에서 '케인즈 혁명'보다는 '스웨덴 경제 혁명'을 말하는 것이 더 공정할 것이라면서, 비그포르소가 이 분야에서 처음으로 경제학에 대한 이론과 실천의 전환을 이루었다고 주장했다.
그는 〈돈이 없어서 일도 못할 지경이라고?〉라는 팜플렛에서, 1932년 선거에서 사회민주당이 승리하기 위해서는 경제 하강에 대한 가장 적절한 대책으로 예산 삭감을 해야한다는 당시에 널리 믿고 있던 자유주의 이론을 조롱했다. 비그포르스를 스웨덴 고세율 경제의 설계자로 간주하고 있지만 사회부 장관 구스타프 묄러(더 높은 세금을 주장한 바 있는)와 논쟁을 벌였으며, 이 때문에 한손의 사망 이후 둘 다 당 의장과 총리에 선출되지 못했다.

## 히틀러의 전쟁에 대한 재정적 협조
스웨덴 신문 다옌스 뉘헤테르(Dagens Nyheter)와 핀란드 타블로이드 일탈레흐티(Iltalehti)는 비그포르스가 나찌 독일의 전쟁을 지원하기 위해, 대규모의 차관을 제공하는 것에 관한 문서를 스웨덴 재무부 금고에서 발견했다고 보도했다. 이 차관에 대한 공식적인 기록은 없지만, 스웨덴 외교관 와흘백(Krister Wahlbäck)에 의하면 이 차관은 히틀러의 전쟁을 원조하려는 특정 목적을 위해 비그포르스의 동의와 승인하에 이루어졌다.

## 말년의 삶
비그포르스는 사임 이후 사망 전까지 저술 활동과 정치적 문제에 대한 발언을 계속했으며, 사회민주당 정치인 중에서 가장 혁신적이고 대담한 인물로 간주되었다. 그는 1950년대 반핵운동을 지지했으며, 1962년 스웨덴이 핵무기를 폐지하는 데 공헌을 했다.

## 참고 문헌
- Higgins, Winton. Ernst Wigforss: The Renewal of Social Democratic Theory and Practice. Political Power and Social Theory, vol 15, 1985
- Newman, Michael. Socialism: A Very Short Introduction. Oxford University Press, 2005
- Rothstein, Bo. Managing the Welfare State: Lessons from Gustav Möller. Scandinavian Political Studies, vol 8, 1985
- Tilton, Timothy. The Political Theory of Swedish Social Democracy: Through the Welfare State to Socialism. Oxford, Clarendon Press, 1990
- Tilton, Timothy. A Swedish Road to Socialism, Ernst Wigforss and the Ideological Foundations of Swedish Social Democracy. The American Political Science Review, 1979, pp 505–520
- Tingsten, Herbert. The Swedish Social Democrats: Their Ideological Development. Totowa, Bedminster Press, 1973